# Visual snow

Visual Snow

Visual snow, česky tzv. sněžné vidění, je označení pro přetrvávající zrakové vjemy připomínající zrnění špatně naladěné televizní obrazovky v celém zorném poli, nejvíce na jednolitém pozadí, za tmy a šera bývá zřetelnější. Nejde prokázat žádnými testy nebo zobrazovacími metodami, standardní vyšetření mívají normální výsledek (nemá-li postižený i jiné zrakové potíže).
Doposud není známo co problém způsobuje, nejčastěji se symptom objevuje po migrénách, užívání narkotik, zranění krční páteře. Lidé trpící visual snow často mívají také pískání v uších, paobrazy až palinopsii, poruchy kognitivních funkcí mozku (brain fog) a trpí depersonalizací.
Visual snow může být zaměňován se zákalky na sklivci, halucinacemi nebo degenerativními onemocněními oka. Existuje také jako forma PMA (perzistující migrenózní aury).